# 지정면 (원주시)
지정면(地正面)은 대한민국 강원특별자치도 원주시의 면이다. 원주기업도시 소재지이다.

## 법정리
- 간현리(艮峴里)
- 판대리(判垈里)
- 안창리(安昌里)
- 보통리(普通里)
- 가곡리(佳谷里)
- 신평리(新坪里)
- 월송리(月松里)

## 교통
- 신평리에 신평 분기점, 월송리에 서원주 나들목이 있다.
- 면 중심지에 중앙선 간현역이 있었으나, 중앙선을 복선 전철화했을 때 철로를 이설하면서 폐역됐고 대체 철도역으로 간현리에 서원주역을 신설했다. 서원주역은 중앙선과 경강선의 분기역이며, 또한 여주-원주선이 접속될 예정이다.
- 원주기업도시 권역인 가곡리 스타세븐 상가에 고속버스 중간 승하차장이 있다. 본래 이 노선은 서울 - 문막, 원주 고속버스 노선의 일부가 반곡동 혁신도시로 연장 운행하던 것을 가곡리 기업도시 중간 승하차로 바꾸고 노선 계통을 분리하면서 생긴 것이다.
- 주요 도로에는 기업도시로 (원주시), 신평로 (원주시) 등이 있고, 기업도시로를 통해 무실동까지 직결된다.

## 학교
- 샘마루초등학교 (가곡리)
- 섬강초등학교 (가곡리)
- 신평초등학교 (신평리)
- 지정초등학교 (간현리)
  - 송암분교 (폐교) - 지정면 송정로 2-1 (월송리)
- 섬강중학교 (가곡리)
- 지정중학교 (간현리)
- 섬강고등학교 (가곡리)